# Alemanha Ocidental nos Jogos Olímpicos de Inverno de 1984
A Alemanha Ocidental competiu nos Jogos Olímpicos de Inverno de 1984, realizados em Sarajevo, Iugoslávia.